# Asthenes huancavelicae
Az Asthenes huancavelicae a madarak (Aves) osztályának verébalakúak (Passeriformes) rendjébe és a fazekasmadár-félék (Furnariidae) családjába tartozó faj.

## Rendszerezése
A fajt Alastair Morrison amerikai ornitológus írta le 1938-ban, Asthenes dorbignyi huancavelicae néven. Egyes szervezetek jelenleg is ide sorolják.

## Előfordulása
Dél-Amerikában, az Andok hegységben, Peru területen honos. Természetes élőhelyei a szubtrópusi és trópusi magaslati cserjések. Állandó, nem vonuló faj.

## Megjelenése
Testhossza 14–16 centiméter.

## Természetvédelmi helyzete
Az elterjedési területe nagyon nagy, ezért egyedszáma 2500-9999 példány közötti és csökken, de még nem éri el a kritikus szintet. A Természetvédelmi Világszövetség Vörös listáján nem fenyegetett fajként szerepel.